# Penganten (Klambu)
Penganten is een bestuurslaag in het regentschap Grobogan van de provincie Midden-Java, Indonesië. Penganten telt 3785 inwoners (volkstelling 2010).